# Liste de points extrêmes de l'Algérie
 (signalé en août 2025).
Si vous disposez d'ouvrages ou d'articles de référence ou si vous connaissez des sites web de qualité traitant du thème abordé ici, merci de compléter l'article en donnant les références utiles à sa vérifiabilité et en les liant à la section « Notes et références ».
- Archive Wikiwix
- Bing
- Cairn
- DuckDuckGo
- E. Universalis
- Gallica
- Google
- G. Books
- G. News
- G. Scholar
- Persée
- Qwant
- (zh) Baidu
- (ru) Yandex
- (wd) trouver des œuvres sur Wikidata

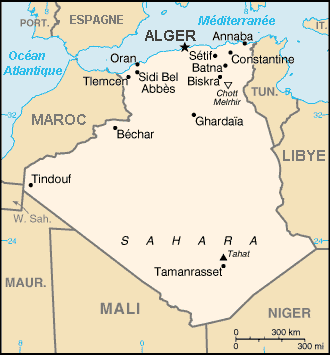
Carte de l'Algérie

Voici une liste de points extrêmes de l'Algérie.

## Latitude et longitude
- Nord : El Marsa (Skikda) (37° 05′ 23″ N, 7° 44′ 42″ E)
- Sud : Tin Zaouatine ou Tinzaouten, frontière avec le Mali (18° 58′ 48″ N, 3° 21′ 41″ E)
- Ouest : Wilaya de Tindouf, frontière avec le Maroc de (28° 39′ 27″ N, 8° 40′ 04″ O à 27° 18′ 57″ N, 8° 40′ 04″ O)
- Est : Tripoint avec la Libye et le Niger (23° 30′ 54″ N, 11° 58′ 30″ E)

## Altitude
- Maximale : Tahat 2 918 m (23° 17′ 19″ N, 5° 32′ 00″ E)
- Minimale : Mer Méditerranée, 0 m